# أحادية السن
أحادية السن (الاسم العلمي: Monodontidae) هي فصيلة من الحيتانيات تتبع الحيتان المسننة. تضم هذه الفصيلة نوعين من الحيتان غير العادية وهما حوت النروال الذي يملك الذكر منه نابًا طويلاً والحوت الأبيض النقي عديم الزعانف الظهرية. وتتواجد هذه الحيتان طبيعيا في المناطق الساحلية وحزمة الجليد حول المحيط المتجمد الشمالي. ويمكن العثور على الحوت الأبيض في أقصى شمال المحيط الأطلسي والمحيط الهادئ. ويقتصر توزيع النروال على القطب الشمالي والمحيط الأطلسي.
كلا الجنسين من الحيتان متوسطة الحجم بطول يتراوح بين ثلاثة وخمسة أمتار مع جبهة بطيخية وخطم قصير أو غائب. ليس لديهم زعنفة ظهرية حقيقية ولكن لديهم سلسلة ضيقة على طول الظهر، وهي أكثر وضوحا بكثير في حيتان النروال. هم حيوانات عالية الصوت وتتواصل عبر مجموعة واسعة من الأصوات. مثل غيرها من الحيتان فإنها تستخدم أيضا تحديد الموقع بالصدى للتنقل.
وهذه الحيتان آكلة للحوم إذ أن نظامها الغذائي واسع النطاق يعتمد على الأسماك والرخويات والقشريات الصغيرة. لديهم أسنان مخفضة مع وجود العديد من أسنان البسيطة عند الحوت الأبيض وحوت النروال له سنان فقط واحد منهما تشكل القرن في الذكور. يدوم الحمل من 14-15 شهرًا في كلا النوعين وينتج في الغالب عجلا واحدا. لاتفطم الصغار قبل مدة عامين كاملين ولا يصل إلى مرحلة النضج الجنسي حتى يبلغ من العمر خمس إلى ثماني سنوات. تسافر مجموعات عائلية كجزء من القطعان التي قد تحتوي على عدة مئات من الأفراد.

## التصنيف
رتيبة حيتان مسننة
- فوق فصيلة دلافين
  - فصيلة حرش البحر 
    - أسرة دلافين جناحية
      - جنس دلفين جناحي
        - دلفين جناحي أبيض, بلوغة

      - جنس † ذنب الأسد
        - ذنب الأسد قصير الرأس

      - جنس † دلفين بوهاسكا[6]
        - دلفين بوهاسكا وحيد السن

    - أسرة حرشاوات البحر
      - جنس حريش البحر
        - حريش البحر وحيد القرن, نروال